# Chybie

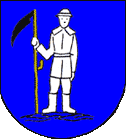
Nieoficjalny herb wsi Chybie

Chybie (cz. Chyby, niem. Chybi) – wieś w Polsce, położona w województwie śląskim, w powiecie cieszyńskim, siedziba i sołectwo w gminie Chybie.

## Geografia
Wieś leży w historycznych granicach regionu Śląska Cieszyńskiego, geograficznie zaś leży w regionie Dolina Górnej Wisły, będącej częścią Kotliny Oświęcimskiej, na zachód od ujścia Bajerki w Jeziora Goczałkowickiego. Powierzchnia sołectwa wynosi 1122 ha, a liczba ludności 3903, co daje gęstość zaludnienia równą 347,9 os./km².

## Integralne części wsi
| SIMC    | Nazwa      | Rodzaj     |
| ------- | ---------- | ---------- |
| 0050771 | Bieniowiec | część wsi  |
| 0050788 | Chodniczny | część wsi  |
| 0050794 | Cukrownia  | część wsi  |
| 0050802 | Nowy Staw  | część wsi  |
| 0050819 | Tarlisko   | część wsi  |
| 0050831 | Zamachy    | przysiółek |
| 0050825 | Żabiniec   | część wsi  |

## Historia

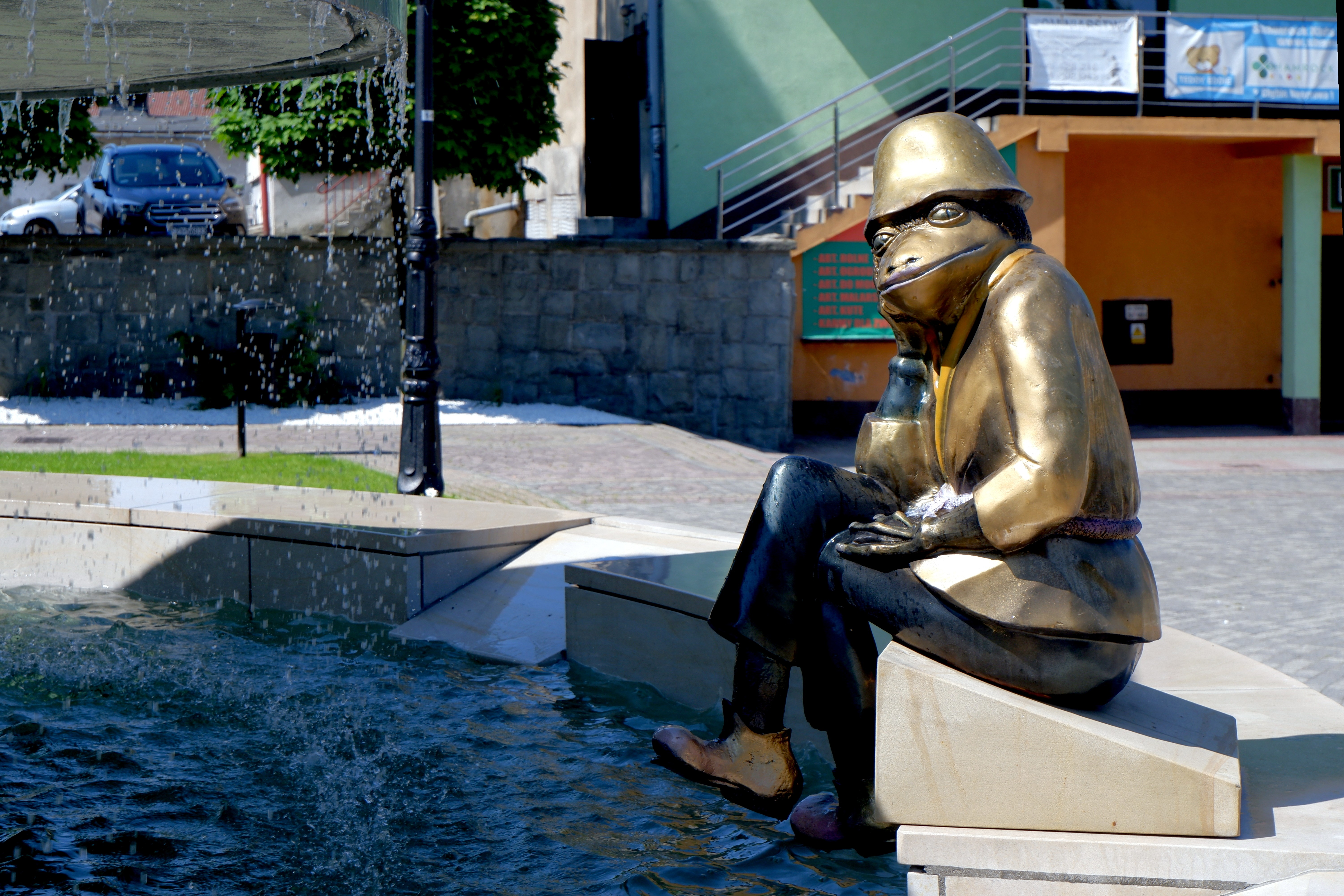
Figura utopca przy fontannie w centrum Chybia

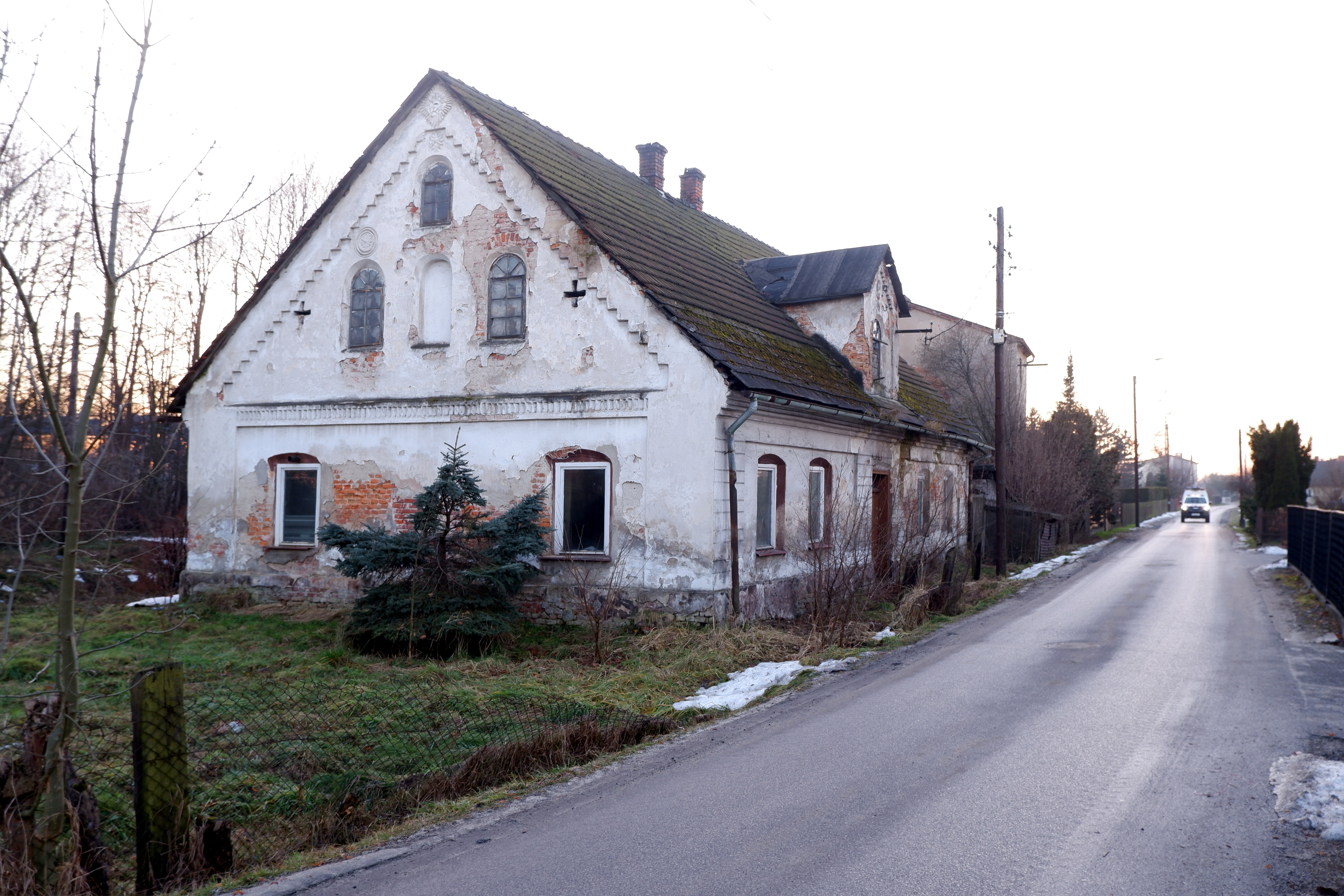
Dom z początku XX wieku przy ulicy Dworcowej

Pierwsza znana wzmianka o Chybiu pochodzi z 1568 roku w związku z potwierdzeniem przez księcia cieszyńskiego Wacława III Adama sprzedaży łąki oraz wydaniem zezwolenia na założenie kolejnych stawów mieszczaninowi cieszyńskiemu, Jakubowi Franczkowi. W dokumencie źródłowym dotyczącym tego wydarzenia można spotkać się z określeniem „Zeleny Chyb”, oznaczającym w staropolskim języku zielony, gęsty las. Wspomniana nazwa dotyczyła zalesionego obszaru w rejonie niewielkiej rzeczki, a raczej potoku o nazwie Bajerka. W pierwszych latach XIX wieku okolice potoku Bajerki nazywano w języku czeskim „przy zelinym Chibiu”. W drugiej połowie XIX wieku dla tego obszaru używano także określenia „Wald Zeleny” – zielony las.
Właściciele folwarku w Chybiu-Borach czerpali swe dochody w głównej mierze z pracy poddanych. Feudalna władza, prawie nieograniczona przez czynniki zewnętrzne, ustawicznie zmierzała do wzrostu dochodowości swoich dóbr, głównie poprzez powiększanie obciążeń względem chłopa czy to w postaci pańszczyzny, czynszów, różnorodnych danin, czy też świadczeń na rzecz wojska. W miarę upływu lat prowadziło to do pełnego uzależnienia od dworu. Nierzadko miało miejsce bezlitosne usuwanie poddanych chłopów z lepszej ziemi.
Już w XVII wieku zostały wyodrębnione granice administracyjne Chybia. Począwszy od połowy XVIII wieku krajobraz wioski zaczął ustawicznie zmieniać się, co spowodowane było wysychaniem stawów i powstawania w ich miejscu osiedli domostw. Z początkiem XIX wieku około ¼ powierzchni gminy stanowiły pola po wyschniętych stawach. Jednocześnie wskutek karczunku zmniejszała się powierzchnia lasów.
Około 1800 były w Chybiu 72 domy.
W drugiej dekadzie XIX wieku powstała nowa, oficjalna i urzędowa dzielnica o nazwie Nowy Staw. W ramach tej dzielnicy funkcjonował przysiółek Bieniowiec. Na obszarze dzielnicy Chybie Wieś były przysiółki: Tarlisko i Chodniczny. Funkcjonowały również: przysiółek Żabiniec, obejmujący okolice stawu o tej samej nazwie, i przysiółek Zawiść (Zawisti). Najmniejsza była dzielnica Zamachy. Po zniesieniu poddaństwa miejscowość stanowiła gminę w powiecie sądowym Strumień powiatu politycznego Bielsko na Śląsku Austriackim. W 1890 roku gmina Chybie liczyła 1266 ha 88 a 27 m² (12,67 km²) powierzchni. Według austriackiego spisu ludności z 1900 w 128 budynkach w Chybiu na obszarze 1267 hektarów mieszkało 1231 osób, co dawało gęstość zaludnienia równą 100 os./km². z tego 1128 (89%) mieszkańców było katolikami, 44 (3,5%) ewangelikami a 59 (4,7%) wyznawcami judaizmu, 935 (73,8%) było polsko-, 211 (16,7%) niemiecko- a 64 (5,1%) czeskojęzycznymi. Do 1910 roku liczba budynków wzrosła do 137 a mieszkańców do 1266.
Najstarsza znana pieczęć gminy sięga XVIII wieku. Przedstawiała postać kobiety, za którą rosło drzewko. W drugiej połowie XIX wieku gmina Chybie zmieniła herb – zamiast kobiety pojawił się wieśniak z kosą w prawej ręce. Na pieczęci widniał napis: „Gemeide Vorstand Chybi” – Zarząd Gminy Chybie.

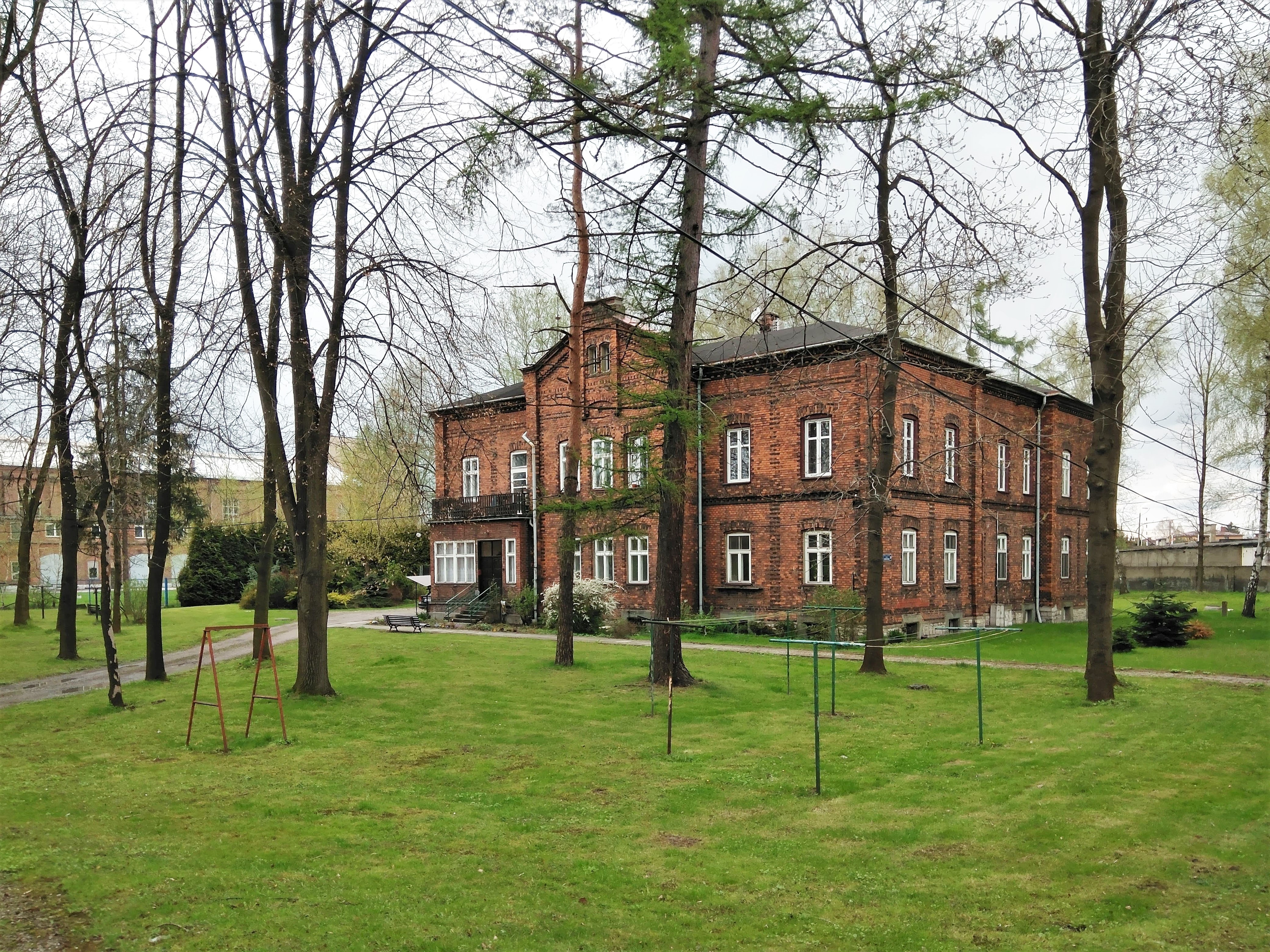
Zabytkowa willa dyrektorów cukrowni

Coraz lepiej rozwijająca się na terenie Śląska Cieszyńskiego uprawa buraków, a także ukształtowana już częściowo baza surowcowa były jednym z powodów podjęcia przez zarządców Komory Cieszyńskiej decyzji o wybudowaniu cukrowni na terenie zarządzanego kompleksu dóbr. Początkowo istniał projekt zbudowania fabryki w Drogomyślu, gdyż tam znajdowało się centrum upraw buraków. Ostatecznie w 1884 władze Komory zdecydowały się na lokalizację fabryki w Chybiu, biorąc w tym względzie pod uwagę przede wszystkim dobrze rozwiniętą infrastrukturę komunikacyjną, zwłaszcza istniejącą od kilkudziesięciu lat linię kolejową oraz nowo powstały dworzec kolejowy, który był niezbędny dla zapewnienia transportu dużej ilości surowca, opału, środków pomocniczych produkcji oraz wytworzonego cukru i innych produktów. Decydując się na lokalizację fabryki właśnie na terenie Chybia, wzięto poza tym pod uwagę fakt istnienia urzędu pocztowego. Nie bez znaczenia pozostała także potrzeba dostarczenia do zakładu wody, niezbędnej zarówno w procesie produkcji, jak i na etapie oczyszczania i spłukiwania surowca. Potrzeby w tym zakresie całkowicie mogła zapewnić istniejąca w terenie sieć wodna. Do 1914 r. z Drogomyśla prowadziła do cukrowni specjalnie zbudowana kolej wąskotorowa.
Pod względem politycznym miejscowość była zdominowana przez Związek Śląskich Katolików. W pierwszych powszechnych wyborach do parlamentu wiedeńskiego w latach 1907 i 1911 dwukrotnie wygrał tu Józef Londzin, w 1907 otrzymując 149 z 220, a w 1911 131 z 211 głosów. W mniejszości byli tu zwolennicy Śląskiej Partii Ludowej, którzy współpracowali z miejscowym oddziałem opawskiej organizacji Schutzverein Nordmark, największej niemieckiej organizacji na Śląsku Austriackim, w Chybiu skupiających głównie urzędników cukrowni. W 1911 Józef Kożdoń, przywódca Śląskiej Partii Ludowej, zdobył tu ok. 30% głosów.
Po zakończeniu I wojny światowej region stał się punktem sporu pomiędzy Polską i Czechosłowacją. Pod koniec wojny polsko-czechosłowackiej wojska czechosłowackie osiągnęły linię Wisły zajmując m.in. pobliski Strumień. W ramach bitwy pod Skoczowem trwały zacięte walki o zdobycie mostu kolejowego w Drogomyślu, będący na najkrótszej trasie z Cieszyna przez Chybie do Dziedzic. 30 stycznia stacjonujący w Chybiu pociąg pancerny Hallerczyk wziął udział w ostrzelaniu wojsk czechosłowackich w Drogomyślu i Pruchnej. Po wojnie miejscowość znalazła się w granicach Polski, w autonomicznym województwie śląskim. 1 stycznia 1951 zmieniła przynależność z powiatu bielskiego do cieszyńskiego.

### Okres powojenny
Po wypędzeniu okupanta hitlerowskiego władzę w Chybiu sprawował radziecki komendant wojenny, który zobowiązany był nie tylko organizować patrole, punkty kontrolne i warty, ale również tworzyć, głównie spośród sympatyków PKWN, oddziały MO przeznaczonej do utrzymania porządku publicznego oraz zwalczania dywersji ugrupowań poakowskich. Przy akceptacji radzieckiego komendanta wojennego zaczęto tworzyć zalążek lokalnej administracji. W związku z tym, że budynek urzędu gminy był zniszczony, tymczasowe władze zorganizowano w budynku Węglorza. Pierwszym wójtem w Chybiu został Karol Szweda.
Na podstawie rozporządzenia wojewody śląsko-dąbrowskiego z dnia 27 listopada 1945 roku został wprowadzony na terenie województwa system gmin zbiorowych. Uchwałą Powiatowej Rady Narodowej (dalej PRN) w Bielsku z dniem 11 grudnia 1945 roku powstała gmina zbiorowa (wiejska) Chybie oraz gromady: Frelichów, Mnich, Zaborze i Zarzecze. W latach 1954–1972 wieś należała i była siedzibą władz gromady Chybie. W latach 1975–1998 miejscowość położona była w województwie bielskim.
Przez lata głównym pracodawcą w Chybiu była cukrownia - największa w województwie. Na początku lat 70. w czasie kampanii cukrowniczej przerabiała ona w ciągu doby 1400 ton buraków, produkując z nich 170 ton cukru. W wyniku restrukturyzacji rynku produkcji cukru w latach 90. XX w. weszła ona w skład Śląskiej Spółki Cukrowej S.A. W 2000 r. została sprzedana francuskiemu koncernowi Saint Louis Sucre, w 2001 przejętemu przez niemiecki Südzucker. W 2009 Südzucker Polska S.A. – właściciel cukrowni podjął decyzję o zamknięciu i likwidacji zakładu.

## Sport
Pierwsze sekcje sportowe powstały w miejscowości w 1922 roku kiedy założone zostało regionalne gniazdo Polskiego Towarzystwa Gimnastycznego „Sokół”, które propagowało gimnastykę oraz zdrowy, higieniczny styl życia. W lutym 1925 roku Sokół liczył w miejscowości 98 członków w tym 25 członków sekcji gimnastycznej. Do organizacji należało także 15 kobiet. W 1925 roku prezesem był Jerzy Krzetowski, naczelnikiem Edward Szostak. W 1936 funkcję prezesa pełnił Robert Cielecki, a naczelnikiem był Adolf Krzyżanek
Organizacja funkcjonowała do wybuchu II wojny światowej, po której została zdelegalizowana przez władze komunistyczne PRL, jej działalność została zakazana, a informacje o niej podlegały peerelowskiej cenzurze .

## Urodzeni w Chybiu
- Bronisław Turoń (1923–1984) – polski historyk-mediewista, działacz ruchu turystycznego;
- Henryk Machalica (1930–2003) – polski aktor filmowy i teatralny;
- Franciszek Dzida (1946-2013) – polski reżyser, scenarzysta i operator filmowy, plastyk, założyciel Amatorskiego Klubu Filmowego „Klaps”;
- Ryszard Staniek (ur. 13 marca 1971 w Zebrzydowicach) – były piłkarz, grający na pozycji pomocnika, reprezentant Polski.

## Ochrona przyrody
We wschodniej części miejscowości znajduje się rezerwat przyrody Rotuz. Natomiast wzdłuż drogi w kierunku Bielska-Białej znajduje się aleja ponad dwustu dębów uznanych za pomnik przyrody w 1993.